# Jörg Blech
Pour les articles homonymes, voir Blech.
Jörg Blech (né en 1966) est un journaliste scientifique et essayiste allemand.

## Thèses
Dans son livre Les Inventeurs de maladies : Manœuvres et manipulations de l'industrie pharmaceutique, Jörg Blech considère que certains scientifiques et chercheurs modifient et redéfinissent sans cesse la notion de maladie, entraînant un allongement de la liste des pathologies susceptibles d'être traitées par voie médicamenteuse. Par exemple, la création de toutes pièces par l'industrie pharmaceutique du syndrome de Sissi.

## Œuvres
- 2000 : Leben auf dem Menschen.  (ISBN 3-499608804).
- 2005 : Les Inventeurs de maladies : manœuvres et manipulations de l'industrie pharmaceutique, Actes sud, collection Babel  (ISBN 978-2-7427-7414-2) (Die Krankheitserfinder, 2003,  (ISBN 3-596158761)).
- 2007 : Heillose Medizin.  (ISBN 3-596179165).
- 2007 : Bewegung.  (ISBN 3-100044142).